# Peristethium confertiflorum
Peristethium confertiflorum är en tvåhjärtbladig växtart som beskrevs av Kuijt. Peristethium confertiflorum ingår i släktet Peristethium och familjen Loranthaceae. Inga underarter finns listade i Catalogue of Life.